# かなた美緒
かなた 美緒（かなた みお、1988年3月20日 - ）は、日本のAV女優。バンビプロモーション所属。
旧芸名は舞雪（まい）。舞雪時代はプライムエージェンシーに所属していた。

## 略歴
2007年、『元アイドル 舞雪 AV DEBUT！』でAVデビュー。
2009年7月17日、ブログで引退を発表。
2010年6月4日、新ブログ（「かなた美緒公式ブログ」）で改名と活動再開を告知。

## 出演作品

### アダルトビデオ
舞雪名義
2007年
- 元アイドル 舞雪 AV DEBUT!（11月8日、ディープス）
- 元アイドル 舞雪 SEX on the Beach（12月6日、ディープス）

2008年
- 元アイドル 舞雪 禁断のイカセコロシアム（1月5日、ディープス）
- 舞雪の女子アナ中出し陵辱中継（2月7日、ディープス）
- 接吻カフェテリア（2月19日、アロマ企画）
- お天気お姉さん（3月6日、ディープス）
- 初めてのレズ Wキャスト First Les(ファーストレズ）（4月4日、ディープス）共演:あすか伊央
- 元アイドル舞雪 陵辱生中出し病棟 〜膣内射精10連発〜（5月8日、ディープス）
- 舞雪のつなぎコス 舞雪（6月5日、イフリート）
- ふたなり三姉妹（8月8日、TMA）共演:美花ぬりぇ、渚
- Hな女子校生 舞雪（9月19日、ミスター・インパクト）
- Lesbian Life 6（12月5日、U&K）共演:東野愛鈴

2009年
- LOVE タイツEX4 舞雪（1月9日、HRC）
- 女子校生 電マ潮吹き 2（1月19日、クリスタル映像）他出演:野瀬香恋、やざわかりん、春奈みさき
- 美脚ミニスカ 4（1月23日 ケイ・エム・プロデュース）他出演:桜井エミリ、明佐奈、ゆりあ、凛
- Les Berry vol.1（4月17日、U&K）共演:東野愛鈴 他出演:工藤れいか、青木菜摘
- 男子の格好をしてるオンナのコは好きですか?（7月23日、SODクリエイト）

かなた 美緒名義
2010年
- Street Snap 27（8月6日、プレステージ）
- ワリキリ、ハミ乳娘貸し切り。4（8月24日、プレステージ）

2011年
- ごっくん（2月19日、KEU）他出演:大沢美加、早乙女らぶ、みづなれい、美月、早乙女ルイ、ましろ杏、野中あんり、桜庭彩、星優乃

2012年
- 双頭バイブレズビアン（1月27日、レディース・ルーム）他出演:美咲結衣、東野愛鈴、沢尻もも美、小坂めぐる、佐伯奈々、桜井エミリ、島田香奈、篠原奈美、彩芽みなと、瀬戸ひなた、川上ゆう

2015年
- ヒミツのclubでヌギヌギダンスパーティ！今どきのエロカワ娘たちが超過激な衣装で汁だくストリップ！！（8月19日、スタイルアート/妄想族）他出演:涼宮ラム、蒼井リラ、二宮せりな、鈴木千里、桜庭彩、辻あすか、新垣ありな、春名えみ、相沢えみり、樹林れもん、梅宮リナ、大越はるか

2017年
- 雪景色 日本発情地帯（1月15日、プラム）他出演:小川めるる、中村蒼子、八木あずさ（櫻井夕樹）、水原薫子（佐伯かのん、篠田涼花）、神崎久美、鈴森汐那、舞坂仁美、友田彩也香

## 出演

### テレビドラマ
舞雪名義
- ラスト・フレンズ（2008年4月、フジテレビ）
- 秘書のカガミ 第3話（2008年4月、テレビ東京）

### バラエティー
舞雪名義
- エロ生☆パラダイス （GyaOジョッキー2008年4月22日放送分）